# Dancourt (Seine-Maritime)
Dancourt település Franciaországban, Seine-Maritime megyében. Lakosainak száma 234 fő (2022. január 1.). Dancourt Grandcourt, Guerville, Monchaux-Soreng, Preuseville, Rieux és Saint-Riquier-en-Rivière községekkel határos.

## Népesség
A település népességének változása:
| Lakosok száma | 229  | 228  | 230  | 229  | 229  | 231  | 232  | 233  | 234  |
|               | 2013 | 2015 | 2016 | 2017 | 2018 | 2019 | 2020 | 2021 | 2022 |